# Gan Le'ummi Mivẕar Qula
Gan Le'ummi Mivẕar Qula (hebreiska: גן לאמי מבצר קולה) är en nationalpark i Israel.  Den ligger i distriktet Centrala distriktet, i den norra delen av landet. Gan Le'ummi Mivẕar Qula ligger 136 meter över havet.